# Lijst van rijksmonumenten in Alphen aan den Rijn (gemeente)
De Zuid-Hollandse gemeente Alphen aan den Rijn telt 173 inschrijvingen in het rijksmonumentenregister, hieronder een overzicht. Zie ook de gemeentelijke monumenten in Alphen aan den Rijn.

## Aarlanderveen
De plaats Aarlanderveen telt 19 inschrijvingen in het rijksmonumentenregister. Zie Lijst van rijksmonumenten in Aarlanderveen voor een overzicht.

## Alphen aan den Rijn
De plaats Alphen aan den Rijn telt 49 inschrijvingen in het rijksmonumentenregister. Zie Lijst van rijksmonumenten in Alphen aan den Rijn (plaats) voor een overzicht.

## Benthuizen
De plaats Benthuizen telt 4 inschrijvingen in het rijksmonumentenregister.
| Object | Oorspronkelijke functie?  | Bouwjaar | Architect      | Locatie             | Coördinaten?                 | Nr.? | Afbeelding        |
| --- | ------------------------- | -------- | -------------- | ------------------- | ---------------------------- | ---- | ----------------- |
| De Haas | Industrie- en poldermolen | 1772     |                | Dorpsstraat 139/141 | 52° 4' 42" NB, 4° 32' 51" OL | 8993 | Meer afbeeldingen |
| Toren van de Hervormde Kerk | Kerk en kerkonderdeel     | ca. 1640 | Jan Voorwinden | Dorpsstraat 46      | 52° 4' 37" NB, 4° 32' 25" OL | 8994 | Meer afbeeldingen |
| Hervormde Kerk | Kerk en kerkonderdeel     | 1796     | Jan Voorwinden | Dorpsstraat 48      | 52° 4' 38" NB, 4° 32' 26" OL | 8995 | Meer afbeeldingen |
| Boerderij met een langgerekt bouwlichaam onder rieten wolfdak. In de voorgevel vensters met negen- en zesruitsschuiframen. Washok met gepotdekselde houten delen onder pannen tentdak | Boerderij                 | 1842     |                | Heerewegh 34        | 52° 4' 39" NB, 4° 33' 13" OL | 8996 | Meer afbeeldingen |

## Boskoop
De plaats Boskoop telt 12 inschrijvingen in het rijksmonumentenregister. Zie Lijst van rijksmonumenten in Boskoop voor een overzicht.

## Hazerswoude-Dorp
De plaats Hazerswoude-Dorp telt 22 inschrijvingen in het rijksmonumentenregister. Zie Lijst van rijksmonumenten in Hazerswoude-Dorp voor een overzicht.

## Hazerswoude-Rijndijk
De plaats Hazerswoude-Rijndijk telt 26 inschrijvingen in het rijksmonumentenregister. Zie Lijst van rijksmonumenten in Hazerswoude-Rijndijk voor een overzicht.

## Koudekerk aan den Rijn
De plaats Koudekerk aan den Rijn telt 31 inschrijvingen in het rijksmonumentenregister. Zie Lijst van rijksmonumenten in Koudekerk aan den Rijn voor een overzicht.

## Zwammerdam
De plaats Zwammerdam telt 6 inschrijvingen in het rijksmonumentenregister.
| Object | Oorspronkelijke functie? | Bouwjaar                             | Architect | Locatie             | Coördinaten?                 | Nr.? | Afbeelding        |
| --- | ------------------------ | ------------------------------------ | --------- | ------------------- | ---------------------------- | ---- | ----------------- |
| Boerderij, met een verdieping en hoog, met pannen gedekt schilddak. Deuromlijsting met eenvoudige pilasters en hoofdgestel. In de verdieping zesruitsschuiframen                                                                                            | Boerderij                | vroeg-19e eeuw (woongedeelte)        |           | Lindenhovestraat 2  | 52° 6' 27" NB, 4° 43' 50" OL | 7504 | Meer afbeeldingen |
| Boerderij "Lindenhove" met rieten wolfsdak. Het woongedeelte heeft een puntgevel en vlechtingen. Links is een onderkeldering. | Boerderij                | 18e eeuw                             |           | Lindenhovestraat 12 | 52° 6' 31" NB, 4° 43' 28" OL | 7505 | Meer afbeeldingen |
| Hervormde kerk | Kerk en kerkonderdeel    | 16e eeuw (bouw) 1672 (hersteld)      |           | Kerkplein 5         | 52° 6' 19" NB, 4° 43' 40" OL | 7523 | Meer afbeeldingen |
| Toren van de Hervormde kerk | Kerk en kerkonderdeel    | ca. 1964 (gerestaureerd)             |           | Kerkplein bij 5     | 52° 6' 19" NB, 4° 43' 39" OL | 7524 | Meer afbeeldingen |
| Dwarshuis met pannen zadeldak tussen puntgevels en rechts een opkamer. Deur met eenvoudige omlijsting en hoofdgestel. Achter het huis een uitspringende vleugel onder pannen schilddak. Tot 1912 had het de functie van pastorie van de Hervormde Gemeente. | Woonhuis                 | 18e eeuw                             |           | Kerkplein 6         | 52° 6' 19" NB, 4° 43' 38" OL | 7525 | Meer afbeeldingen |
| Dwarshuis onder pannen zadeldak tussen puntgevels. Driedelige dakkapel met zijstukken. Deuromlijsting met pilasters en hoofdgestel. Rechts opkamer. Vensters met negenruitsschuiframen.                                                                     | Woonhuis                 | ca. 1675 (kern) 18e eeuw (uiterlijk) |           | Plein 8             | 52° 6' 20" NB, 4° 43' 42" OL | 7527 | Meer afbeeldingen |

Alblasserdam ·
Albrandswaard ·
Alphen aan den Rijn ·
Barendrecht ·
Bodegraven-Reeuwijk ·
Capelle aan den IJssel ·
Delft ·
Den Haag ·
Dordrecht ·
Goeree-Overflakkee ·
Gorinchem ·
Gouda ·
Hardinxveld-Giessendam ·
Hendrik-Ido-Ambacht ·
Hillegom ·
Hoeksche Waard‎ ·
Kaag en Braassem ·
Katwijk ·
Krimpen aan den IJssel ·
Krimpenerwaard ·
Lansingerland ·
Leiden ·
Leiderdorp ·
Leidschendam-Voorburg ·
Lisse ·
Maassluis ·
Midden-Delfland ·
Molenlanden ·
Nieuwkoop ·
Nissewaard ·
Noordwijk ·
Oegstgeest ·
Papendrecht ·
Pijnacker-Nootdorp ·
Ridderkerk ·
Rijswijk ·
Rotterdam ·
Schiedam ·
Sliedrecht ·
Teylingen ·
Vlaardingen ·
Voorne aan Zee ·
Voorschoten ·
Waddinxveen ·
Wassenaar ·
Westland ·
Zoetermeer ·
Zoeterwoude ·
Zuidplas ·
Zwijndrecht